# 炸弹人系列
炸彈人（又译作）是由高橋名人開發，是一部使用炸彈來作出攻擊的主機遊戲系列，第一作《炸彈人》由Hudson Soft于1983年在家用电脑发售。彈珠人動漫本來亦是參考炸彈人遊戲而開始被製作成漫畫，其後發展為玩具，與此部作品並沒有直接關係。目前炸彈人已出現在PC、任天堂64 、FC、GameBoy、SFC、GBC、Wii、PSP、任天堂DS、任天堂Switch 等主機外，於Apple Store及Google Play上亦有推出遊戲。
而且有大量仿制其创意的作品，如泡泡堂。

## 概要
基本畫面為玩家放下炸彈，以十字型的方式爆炸，炸開障礙物取得道具與打倒敵人以取得勝利。道具包括加速、增加同一時間自己可以放用的炸彈數目、踢炸彈、拿起炸彈等。亦會出現某些動物（開始時為ルーイ）作出幫助。隨著時間發展，炸彈人亦推出了不同的系列，主要為ACT、PZL、TPL、PCG、RPG、ARPG等等，當中包括不少主要角色，包括邪惡炸彈五人眾、四天王、希基軍團、迪羅莉軍團等。2002年秋，改編動畫ボンバーマンジェッターズ（Bomberman Jetters）亦於日本東京電視台播放。2006年夏，突破傳統風格的BOMBERMAN Act:Zero亦於Xbox 360公開發售。
截至2007年，全系列的累計銷量已超過1000萬份。

## 系列作品
1983年
- 爆彈男

1984年
- 3D炸彈人

1985年
- 炸彈人（FC）

1986年
- 炸彈人特別（MSX）

1987年
- 轟炸機之王

1990年
- 轟炸機男孩
- 炸彈人（PCE）

1991年
- 炸彈人（AC）
- 炸彈人II

1992年
- 炸彈人世界
- 炸彈人93

1993年
- 超級炸彈人
- HI-TEN炸彈人
- 炸彈人94

1994年
- 炸彈人恐慌轟炸機
- 超級炸彈人2
- 炸彈人GB
- Mega Bomberman

1995年
- 超級炸彈人恐慌轟炸機W
- Tenkai no Makai Den Den
- HI-TEN Bomberman 2
- 超級炸彈人3
- 跳出來！Panibon
- 炸彈人GB2

1996年
- 超級炸彈人4
- 土星炸彈人
- 炸彈人集合
- 土星炸彈人xband
- 炸彈人beaman
- 炸彈人GB3

1997年
- 超級炸彈人5
- 新炸彈人
- 火爆炸彈人
- 土星炸彈人戰鬥！！
- 口袋炸彈人
- 炸彈人（液晶遊戲）

1998年
- 炸彈人世界（PS）
- 炸彈人戰爭
- 炸彈人英雄拯救公主米利安！
- 炸彈人幻想賽
- 炸彈人（PS）
- 炸彈人任務

1999年
- 炸彈炸彈人2
- 炸彈人MAX

2000年
- 炸彈人樂園

2001年
- 炸彈人的故事
- 炸彈人賽車

2002年
- 炸彈人64
- 炸彈人MAX2
- 炸彈人一代
- 炸彈人噴氣機〜傳說炸彈人〜
- 炸彈人集合VOL.1
- 炸彈人噴氣機

2003年
- 炸彈人樂園2之有史以來最大的主題公園
- 炸彈人Jetters
- 超級炸彈人

2004年
- 炸彈人在網上
- 炸彈人集合VOL.2
- 炸彈人樂園系列之炸彈人推車DX
- 炸彈人戰鬥

2005年
- 炸彈人（NDS）
- 炸彈人恐慌轟炸機（PSP）
- 炸彈人樂園3
- 哈德森最佳系列VOL.1炸彈人系列

2006年
- 炸彈人在線
- 超級炸彈人隊
- Bomberman Bakusen Sentai炸彈人
- 炸彈人3D
- 炸彈人便攜式
- 觸摸！炸彈人樂園
- BOMBERMAN Act:Zero

2007年
- 炸彈人樂園PSP
- 炸彈人樂園Wii
- Bombermanland便攜式
- 炸彈人故事DS
- 炸彈人住
- 觸摸！轟炸機陸地奇蹟的星轟炸機★世界
- 炸彈人（iPod）
- Gachapin☆炸彈人

2008年
- 炸彈人在線日本
- 炸彈人接觸
- 炸彈人（Wii）
- Wi-Fi 8人戰鬥炸彈人
- Yatterman x Bomberman
- 定制管家炸彈人

2009年
- 炸彈人超
- 炸彈人TOUCH2
- 炸彈人道場（Android）
- 炸彈人隨時
- Bomberman LIVE: Battlefest

2011年
- 炸彈人鏈
- 炸彈人道場（iOS）

2012年
- 100戰爭炸彈人

2014年
- 炸彈人（手機）

2016年
- 戰鬥！炸彈人

2017年
- 超級炸彈人R

2018年
- 轟炸女孩（AC）

2023年
- 超級炸彈人R2

### 日本以外發售作品
1997年
- Atomic Bomberman（PC）

2001年
- Bomberman Online（DC）

2004年
- Bomberman (N-Gage)

### 發售中止作品
- 虛擬炸彈人（VB）
- 炸彈人（N3DS）

## 外部連結
- 官方網站 （页面存档备份，存于）
- 炸弹人 官方的Facebook專頁
- 炸弹人 亞洲官方的Facebook專頁
- 炸弹人 日本官方的X（前Twitter）
- 炸彈人維基（Bomberman Wiki） （页面存档备份，存于）
- 遊戲天堂《炸彈寶寶》線上遊戲
- 遊戲天堂《炸彈人》線上遊戲 （页面存档备份，存于）